# Eugenie Bouchard
Eugenie Bouchard, född 25 februari 1994 i Montréal i Québec, är en kanadensisk högerhänt professionell tennisspelare som deltog i olympiska sommarspelen 2016.

## WTA-titlar
- Singel
  - 2014 - Nürnberg